# Impacto de la pandemia de COVID-19 en el deporte
La pandemia de COVID-19 causó la interrupción más significativa en el calendario deportivo mundial desde la Segunda Guerra Mundial.
Las medidas de distanciamiento social y físico, el cierre de empresas y escuelas y la reducción de la vida social causados por la pandemia alteraron muchos aspectos habituales de la vida, incluidos el deporte y la actividad física. Para salvaguardar la salud de los deportistas y otras personas involucradas, se cancelaron o pospusieron la mayoría de los eventos deportivos importantes a nivel internacional, regional y nacional, desde maratones hasta torneos de fútbol, pasando por campeonatos de atletismo, juegos de baloncesto y eventos de otros deportes. Muchas competiciones deportivas se llevaron a cabo sin público. Solo unos pocos países y territorios, como Turkmenistán, Bielorrusia y Nicaragua, continuaron los eventos deportivos profesionales según lo planeado.
Ante el COVID-19, muchos millones de puestos de trabajo estuvieron en riesgo a nivel mundial, no solo para los profesionales del deporte, sino también para aquellos en industrias relacionadas con el comercio minorista y los servicios deportivos relacionados con ligas y eventos, que incluyen viajes, turismo, infraestructura, transporte, catering y medios de difusión, entre otros. Los deportistas profesionales también estaban bajo presión para reprogramar su entrenamiento, mientras intentaban mantenerse en forma en casa, y corrían el riesgo de perder patrocinadores profesionales que podían no apoyarlos como se acordó inicialmente. Además de las repercusiones económicas, la cancelación de juegos también impactó muchos beneficios sociales de los eventos deportivos globales y regionales, que podían cimentar la cohesión social, contribuir al bienestar social y emocional de los fanáticos, así como su identificación con los atletas, lo que lleva a una mayor actividad física de los individuos.
Los eventos que se mencionan aquí son algunos ejemplos de eventos deportivos afectados por la pandemia.

## Eventos multideportivos internacionales

### Juegos Olímpicos de 2020
Los Juegos Olímpicos de 2020 estaban programados para celebrarse en la ciudad japonesa de Tokio a partir del 24 de julio. Aunque el gobierno japonés había tomado precauciones adicionales para ayudar a minimizar el impacto del brote en el país, los eventos clasificatorios se cancelaron o pospusieron casi a diario. Según la emisora pública japonesa NHK, el director ejecutivo del comité organizador de Tokio 2020, Toshiro Muto, expresó su preocupación el 5 de febrero de que el COVID-19 podría "arrojar agua fría sobre el impulso hacia los Juegos".
La tradicional ceremonia de encendido de la llama olímpica en Olimpia, Grecia, para marcar el inicio del relevo de la antorcha de los Juegos Olímpicos de 2020 se llevó a cabo el 12 de marzo sin espectadores. El 23 de marzo, Canadá, Australia y Gran Bretaña anunciaron que se retirarían de los Juegos a menos que se pospusieran hasta 2021. El 24 de marzo de 2020, el COI y el Comité Organizador de Tokio anunciaron que los Juegos Olímpicos de Verano de 2020 y Los Juegos Paralímpicos se "reprogramarían para una fecha posterior a 2020 pero no más tarde del verano de 2021", lo que marca la primera vez en la historia de los Juegos Olímpicos modernos que se pospone una Olimpiada. Las ceremonias de apertura de los Juegos se reprogramaron oficialmente para el 23 de julio de 2021. El costo de posponer los Juegos Olímpicos hasta 2021 se estimó en US $ 5,8 mil millones, que incluía el costo de mantenimiento de las sedes no utilizadas.
El comité organizador publicó varios protocolos de seguridad planificados para atletas, espectadores y miembros de la prensa. Se recomendó que los atletas fueran vacunados, pero no se les pidió que lo hicieran. Además, los eventos se llevaron a cabo sin público.

### Otros eventos
Los Juegos Mundiales en Birmingham, Alabama, Estados Unidos, estaban programados para julio de 2021, pero debido a la reprogramación de los Juegos Olímpicos de 2020, esa edición de los Juegos Mundiales se celebrará en julio de 2022.
Los Juegos Universitarios Mundiales de 2021 en Chengdu, China se pospusieron hasta 2022.
Los X Games Chongli 2020 se pospusieron mientras que los X Games Minneapolis 2020 fueron cancelados.

## Eventos de un solo deporte

### Atletismo
El Campeonato Mundial de Atletismo bajo techo de 2020, que se celebraría del 13 al 15 de marzo en Nanjing, China, se pospuso hasta 2021. El Campeonato Mundial de Medio Maratón de 2020, que se celebraría el 29 de marzo en Gdynia, Polonia, se pospuso para octubre de 2020. La Diamond League 2020, que se celebraría en dos fases, una en Catar en abril y otra en China en mayo, se pospuso hasta fin de año.
También se vieron afectados algunos maratones callejeros que se realizarían en el primer semestre. La Maratón de Boston 2020, que se iba a celebrar el 20 de abril, se pospuso para el 14 de septiembre. La Maratón de Londres 2020, prevista para el 26 de abril, se pospuso hasta el 4 de octubre. Las ediciones de 2020 de las maratones de Roma, Berlín y Nueva York fueron canceladas.

### Automovilismo
Después de la demostración de preocupación de algunos equipos, la temporada de Fórmula 1 de 2020 fue suspendida, con las dos primeras carreras canceladas. Fue la primera vez en la historia del deporte que se suspendió toda la temporada. La temporada finalmente se inició en julio.
El Campeonato del Mundo de Moto GP canceló la apertura de la competición, que tendría lugar en Catar. También se cancelaron las carreras de divisiones inferiores que se realizarían en Estados Unidos, Argentina y Tailandia.
El principal evento de rally afectado fue el Campeonato Mundial de Rally, con el aplazamiento de las carreras en Argentina, Portugal y Cerdeña. Se llevó a cabo el Rally de México, pero la ruta se redujo.

### Baloncesto
El calendario europeo se suspendió del 14 de marzo al 11 de abril, afectando a la Eurocopa. La Champions League Basketball y la Copa de Europa 2020 fueron suspendidas el 14 de marzo. Se cerraron las primeras divisiones de Eslovenia, Lituania, Suecia, Suiza y Ucrania y los equipos que lideraban las competiciones fueron declarados campeones. Las primeras divisiones de Alemania, Bélgica, República Checa, Chipre, Croacia, España, Francia, Finlandia, Grecia, Israel, Italia, Polonia, Rusia y Turquía fueron suspendidas indefinidamente.
El 11 de marzo, la NBA fue suspendida por 30 días luego de que el jugador Rudy Gobert, del Utah Jazz, diera positivo por el virus. Eventualmente programaron una conclusión de temporada al aislar a 22 equipos en una "burbuja" en el Complejo ESPN Wide World of Sports en Walt Disney World, que se desarrolló de julio a octubre.
El 12 de marzo, la NCAA anunció la cancelación de todas sus competencias, luego de decretar que debían continuar sin la presencia de audiencia.

### Béisbol
El 12 de marzo se pospusieron las eliminatorias del Clásico Mundial de Béisbol. En Japón, a partir del 26 de febrero, la pretemporada de Nippon Professional Baseball ya no tendría presencia de público, posponiendo el inicio del evento hasta abril. En Corea del Sur, la apertura oficial de la KBO League ha sido cancelada y el inicio de la temporada regular se ha pospuesto para abril.
En Estados Unidos, se suspendió la pretemporada de las Grandes Ligas y se pospuso la jornada inaugural.

### Ciclismo
El UAE Tour 2020 se detuvo en la quinta etapa, el 29 de febrero, tras la confirmación de 2 casos entre los participantes. El UCI World Tour 2020, que comenzó el 21 de enero, también se paralizó. El 15 de marzo, la UCI anunció que todos los eventos avalados por la institución estaban suspendidos hasta finales de abril.

### Fútbol
Al 28 de marzo, normalmente sólo se disputaban dos ligas nacionales, la Premier League de Bielorrusia y la Primera Liga de Nicaragua.
El 17 de marzo se pospuso la Copa Africana de Naciones. La Liga de Campeones de la AFC y la Copa AFC se han pospuesto. Los partidos de marzo a junio para las eliminatorias de la Copa del Mundo de 2022 se han pospuesto. El torneo preolímpico femenino de la AFC se pospuso. La Liga de Campeones de la UEFA y la Europa League, que inicialmente seguían el calendario sin una audiencia presente, se pospusieron. Las primeras divisiones de varios países fueron suspendidas. La Eurocopa 2020 se aplazó para 2021.
La Liga de Campeones de CONCACAF fue suspendida, así como los campeonatos y copas nacionales de CONCACAF. El 9 de marzo, todos los torneos en Oceanía fueron suspendidos. El 12 de marzo, la CONMEBOL suspendió las eliminatorias para la Copa Mundial de Catar 2022, así como pospuso los juegos de la Copa Libertadores de América. Todos los campeonatos y copas nacionales de la CONMEBOL fueron suspendidos. La Copa América 2020 se pospuso para 2021.

### Golf
El PGA Tour anunció el 12 de marzo la cancelación de algunas competiciones, siendo las principales: The Players Championship, Campeonato de Valspar, Match Play de WGC y Valero Texas Open. El Torneo Masters, el PGA Championship 2020 y el US Open 2020 fueron cancelados. 

### Hockey sobre hielo
Los Campeonatos del Mundo, masculinos y femeninos, en todas las divisiones, y los Campeonatos del Mundo Sub-18 fueron cancelados el 21 de marzo. La Deutsche Eishockey League (liga de hockey sobre hielo de Alemania) canceló el resto de su temporada el 10 de marzo. Todo el calendario de Suecia se suspendió el 15 de marzo. La NHL, después de prohibir la presencia de los medios de comunicación en las instalaciones de los clubes, fue suspendida el 12 de marzo, y finalmente optó por terminar la temporada 2019-20 con una postemporada extendida en dos "burbujas" en las ciudades canadienses de Toronto y Edmonton entre agosto y octubre.

### Rugby
Las ligas nacionales de Australia y Nueva Zelanda fueron suspendidas hasta el 3 de abril, luego de la finalización de la segunda ronda.
En Inglaterra, la Rugby Football League fue suspendida el 16 de marzo. El 28 de abril, la liga nacional de Francia fue suspendida.

### Tenis
Los torneos en el circuito profesional estuvieron paralizados durante 5 meses, lo que provocó la cancelación de la edición del Torneo de Wimbledon, que no se había producido desde la Segunda Guerra Mundial. El Torneo de Roland Garros se pospuso para septiembre y el US Open se llevó a cabo según lo programado, pero sin público y con la retirada de muchas estrellas, preocupadas por la situación sanitaria.
El circuito femenino comenzó antes, a principios de agosto, pero se vio obstaculizado por la cancelación en serie de los torneos asiáticos que componen el cierre del año, incluida la final de la WTA en Shenzhen. Los hombres fueron más conservadores, reanudando las actividades tres semanas después, pero albergando una serie de torneos en Europa, incluidas las Finales ATP en Londres.
Los eventos por naciones, la Copa Davis y la Fed Cup tuvieron solo una de las fechas celebradas, que involucraban eliminatorias y zonales. Se planeó que las ediciones fueran reanudadas en 2021.

## Administración de eventos deportivos
Generalmente, el cierre y regreso de los eventos deportivos siguió un patrón básico:
- Durante aproximadamente dos meses después de mediados de marzo de 2020, solo se llevaron a cabo un puñado de eventos. Incluyeron algunas ligas de fútbol y carreras de caballos, así como tenis de mesa profesional de Rusia, el Draft de la NFL 2020 y el Draft de la WNBA 2020.
- Una vez que las ligas deportivas regresaron gradualmente, los espectadores fueron prohibidos en la mayoría de los casos. El PGA Tour, NASCAR e INDYCAR permitieron a los residentes con residencias en lugares como espectadores desde su propiedad residencial. Además, los atletas enfrentaron rigurosos protocolos de salud y seguridad (incluidas pruebas constantes) y restricciones de acceso al lugar, y el acceso a los medios de comunicación fue limitado. Los comentaristas de radio y televisión transmitieron los juegos en el sitio desde instalaciones remodeladas para el distanciamiento social (principalmente con barreras de plexiglás), de forma remota desde las ubicaciones de los estudios o de forma remota desde sus residencias privadas utilizando tecnología como Zoom, Microsoft Teams o Cisco Webex.
- Después de un cierto período de tiempo, y dependiendo de las jurisdicciones en las que operaban, se permitió que un número limitado de fanáticos regresaran a los lugares.
- A medida que ocurrieron más vacunaciones, las organizaciones deportivas comenzaron a relajar sus protocolos de salud y seguridad.

Varios órganos reguladores adoptaron cambios en las reglas. Por ejemplo, la FIFA aumentó el número de suplentes permitidos para los partidos de fútbol de 3 a 5.